# Brauerei Diebels

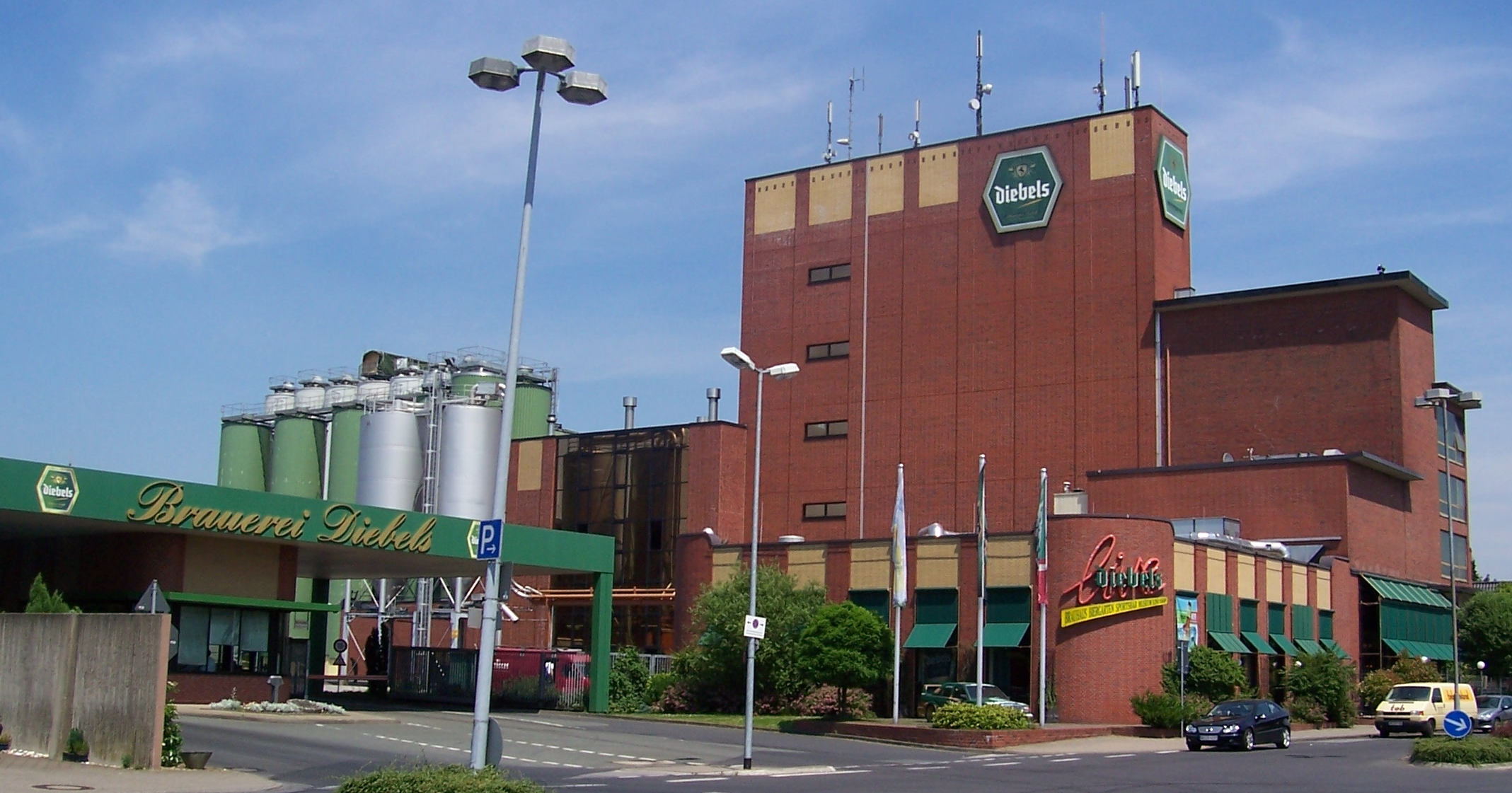
Diebels Brauerei in Issum

Die Brauerei Diebels GmbH & Co. KG ist ein in Issum am Niederrhein ansässiges Unternehmen, das verschiedene Biererzeugnisse herstellt und zu der in Deutschland gesteuerten Anheuser-Busch InBev Germany Holding GmbH in Bremen gehört, deren globale Holding die Anheuser-Busch-Inbev-Gruppe in Brüssel (Belgien) ist.
2005 produzierte das Unternehmen 1.006.000 Hektoliter Bier. Gegenüber 2004 ging die Produktion um zwei Prozent zurück, gegenüber 2001 um rund 33 Prozent. Durch die Einführung eines Diebels Pils 2005 konnte die Produktion nur kurzzeitig stabilisiert werden. Zusätzlich zu den Diebels-Marken werden in Issum auch diverse Produkte der ebenfalls zur Anheuser-Busch Inbev – Gruppe gehörenden Brauerei Beck & Co. abgefüllt. 2016 wurden nur noch 350.000 Hektoliter Bier produziert.
Im sportlichen Bereich war Diebels zwischen 1977 und 1981 Trikotsponsor von MSV Duisburg, von 1994 bis 1997 von Borussia Mönchengladbach und von 1993 bis 1998 von Fortuna Düsseldorf. Außerdem fuhr Diebels in den 1990er Jahren bei der Deutschen Tourenwagen-Meisterschaft mit dem Dänen Kurt Thiim und dem aus Moers stammenden Jörg van Ommen mit.

## Geschichte
Die Brauerei wurde 1878 vom Krefelder Braumeister Josef Diebels in Issum gegründet. Nach 20 Jahren erreichte die Brauerei im Jahr 1898 eine Jahresproduktion von 10.000 Hektoliter. 1928 arbeiteten 27 Mitarbeiter bei Diebels und produzierten 24.500 Hektoliter Ausstoß. Während des Zweiten Weltkriegs kam es nur zu geringen Zerstörungen und der nachfolgende Wirtschaftsaufschwung wurde zum Wachstum genutzt. 1967 wurden 175.000 Hektoliter Ausstoß produziert.
Bis Anfang der 1970er Jahre wurde in der eher lokalen Brauerei fast jedes in Deutschland gängige Bier gebraut. Die neue Strategie der Brauerei Diebels wurde das Altbier-Spezialistenkonzept. Es wurde nur noch ein obergäriges Altbier gebraut und die Marke Diebels überregional bekannt gemacht. So gelang der Aufstieg zur größten deutschen Altbierbrauerei mit über 50 Prozent Marktanteil in Deutschland. Bereits 1975 erreichte die Produktion 500.000 Hektoliter und sechs Jahre später 1.000.000 Hektoliter. Im Jahr 1987 führte die Brauerei Diebels das erste alkoholfreie Alt unter dem Namen Issumer Alt alkoholfrei ein.
Im Sommer 2001 wurde die bis dahin private Brauerei von der Interbrew-Gruppe für umgerechnet 100 Millionen Euro aufgekauft. Nach kurzer Zugehörigkeit zur Bremer Brauerei Beck & Co. wurden die Vertriebsaktivitäten aller Brauereien der InBev-Gruppe in Deutschland 2003 in der Interbrew Deutschland Vertriebs GmbH & Co KG zusammengeführt.
Nach fast 30 Jahren vollständiger Spezialisierung auf Altbier wurde das Sortiment der Brauerei Diebels, wie am 8. Oktober 2004 angekündigt, am 13. Februar 2005 wieder um ein Bier nach Pilsner Brauart erweitert.
Im Januar 2018 äußerte AB InBev die Absicht, Diebels zusammen mit der ostdeutschen Hasseröder Brauerei an den Finanzinvestor CK Corporate Finance GmbH (CKCF) aus Kronberg im Taunus (Hessen) zu verkaufen. Die Transaktion sollte bis Mitte 2018 abgeschlossen sein, scheiterte jedoch, da der Investor „nicht allen Vertragsanforderungen für den Abschluss der Transaktion Mitte 2018“ nachgekommen sei. Es werden weiter Gespräche mit anderen Kaufinteressenten geführt.

## Produkte

### Aktuelle Produkte

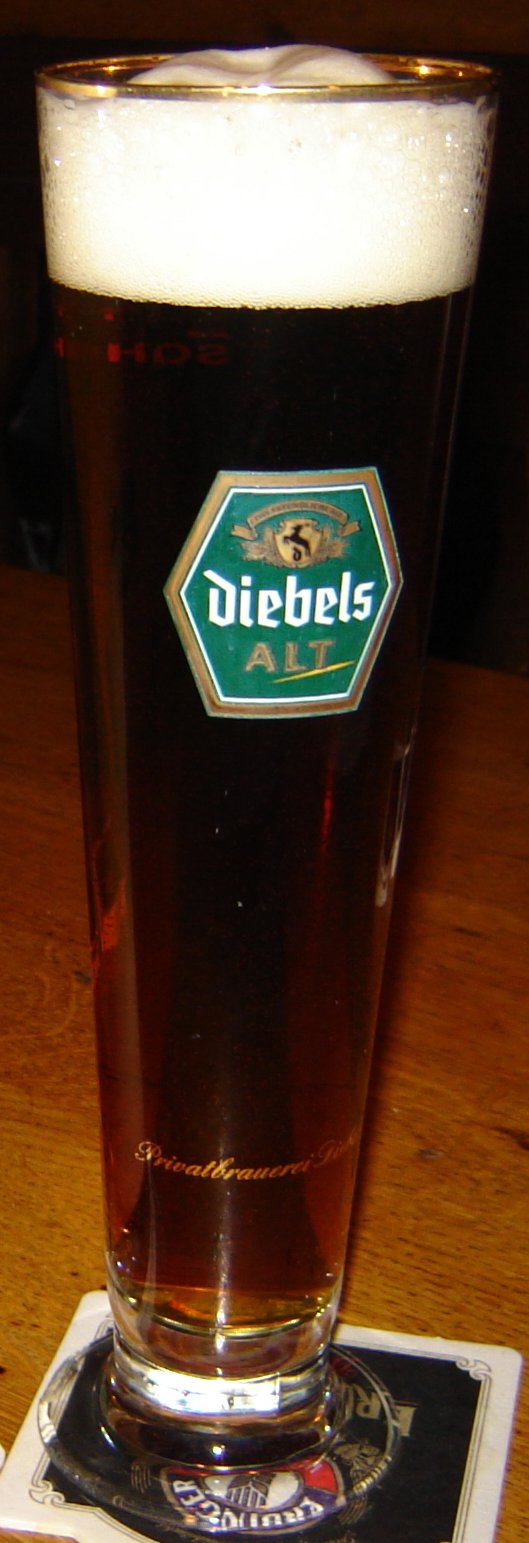
Diebels Alt

Unter der Marke Diebels werden folgende Biere hergestellt:
- Diebels – Altbier mit einem Alkoholgehalt von 4,9 Volumenprozent

### Auswahl ehemaliger Produkte
- Diebels Alkoholfrei – Alkoholfreie Variante des Altbiers
- Diebels Light – Altbier mit 40 Prozent weniger Alkohol
- Diebels Pils – Bier nach Pilsner Brauart mit einem Alkoholgehalt von 4,9 Volumenprozent
- Dimix – Biermischgetränk basierend auf Diebels Alt mit Cola
- Diebels Radler – Altbier mit Zitronenlimonade mit einem Alkoholgehalt von 2,5 Volumenprozent
- Dimix Erdbeer – Biermischgetränk basierend auf Diebels Alt mit Erdbeerlimonade
- Diebels Apfel-Lemon – Biermischgetränk basierend auf Diebels Pils mit Apfel-Lemon Limonade
- Plato 13 – Altbier mit 13 % Stammwürze und einer dunkleren Farbe sowie einem Alkoholgehalt von 6,0 Volumenprozent